# Macrolepiota dolichaula
Macrolepiota dolichaula är en svampart som först beskrevs av Berk. & Broome, och fick sitt nu gällande namn av Pegler & R.W. Rayner 1969. Macrolepiota dolichaula ingår i släktet Macrolepiota och familjen Agaricaceae.   Inga underarter finns listade i Catalogue of Life.